# Martin Tóth
Martin Tóth (Nitra, 13 ottobre 1986) è un calciatore slovacco, difensore dell'AC Nitra.

## Caratteristiche tecniche
È un difensore centrale.

## Carriera
È cresciuto nelle giovanili del Nitra.

## Palmarès

### Club

#### Competizioni nazionali
- Campionato slovacco: 1

Spartak Trnava: 2017-2018